# Vitalij Aronovics Rubin
Vitalij Aronovics Rubin (Виталий Аронович Рубин; Moszkva, 1923. szeptember 14. – Jeruzsálem, 1981. október 18..) szovjet-orosz sinológus.

## Élete és munkássága
Rubin 1940-ben a Moszkvai Állami Egyetemen kezdte meg egyetemi tanulmányait történelem szakon, de 1941 júniusában megszakítva tanulmányait beállt a hadseregbe. Az első ütközetben azonban fogságba esett, ahonnan három nap múlva megszökött és visszatért Moszkvába. 1948-ig nem folytathatta egyetemi tanulmányait, végül 1951-ben szerzett történészi diplomát, az ókori kínai történelemmel kapcsolatos diplomamunkájával. 1951–1952-ben vidéken egy mezőgazdasági intézetben tanított orosz nyelvet kínai diákoknak. 1953-tól 1968-ig a Szovjet Tudományos Akadémia Társadalomtudományi Intézetének könyvtárában dolgozott. Doktori disszertácóját 1960-ban védte meg, amelyben az ókori kínai társadalomtörténetét vizsgálta, a Co csuan alapján. 1969-től 1972-ig az Orientalisztikai Intézet vezető kutatója volt. 1972-ben kérvényezte, hogy családjával együtt kivándorolhasson Izraelbe, emiatt eltávolították munkájából, és csak 1976-ban kapták meg az engedélyt a kivándorlásra. 1976 és 1981 között a Jeruzsálemi Egyetem professzoraként kínai történelmet, politika történetet és filozófiát tanított. 1981. október 18-án autóbaleset következtében vesztette életét.

## Fordítás
- Ez a szócikk részben vagy egészben  a(z)   Рубин, Виталий Аронович című orosz Wikipédia-szócikk ezen változatának fordításán alapul.  Az eredeti cikk szerkesztőit annak laptörténete sorolja fel. Ez a jelzés csupán a megfogalmazás eredetét és a szerzői jogokat jelzi, nem szolgál a cikkben szereplő információk forrásmegjelöléseként.